# Dawsonia crispifolia
Dawsonia crispifolia är en bladmossart som beskrevs av Hugh Neville Dixon 1922. Dawsonia crispifolia ingår i släktet Dawsonia och familjen Polytrichaceae. Inga underarter finns listade i Catalogue of Life.